# Terence Crawford
Terence Allan Crawford  (Omaha, 28 de septiembre de 1987) es un boxeador profesional estadounidense. 
Es el actual campeón mundial de la Asociación Mundial de Boxeo WBA a partir de su triunfo en contra de Israil Madrimov en peso superwélter.
Ex campeón del WBO en la división wélter, el cual dejó vacante para subir al peso Superwélter. Del WBC, WBO, IBF, WBA  y The Ring en la división superligero, los cuales dejó vacantes para subir al peso Wélter. 
Es el primer doble campeón mundial indiscutido de la Historia del Boxeo en la era de los cuatro títulos (CMB, AMB, FIB, OMB).
Actualmente es el Número 3 de los rakings Libra por libra de ESPN y la revista The Ring. El sitio web Boxrec lo posiciona como Número 4.

## Carrera Amateur
2006 Campeonato Nacional PAL, 132 lbs - medalla de oro
2006 Campeonato Nacional Blue & Gold, 132 lbs - medalla de oro
2007 Clasificatoria para los Juegos Panamericanos, 132 lbs-medalla de oro

## Carrera profesional

### Inicios
Crawford debutó como profesional el 14 de marzo de 2008, noqueando a Brian Cummings en el primer round de la pelea. Consiguiendo un récord en los inicios de su carrera de 19-0 con 15 victorias por KO contra oponentes poco reconocidos.
Crawford tuvo su primer rival notable en una pelea preliminar al combate estelar entre Brandon Rios y Mike Alvarado 2, contra el excampeón mundial ligero de la WBO Breidis Prescott (26-4/20 KOs). Prescott inicialmente debió haber enfrentado al campeón superligero de la WBA, Khabib Allakhverdiev, quien no pudo pelear debido a una lesión en el codo; y Crawford iba a enfrentar a Robert Osiobe en la misma cartelera, pero decidió aceptar ser el reemplazo de Allakhverdiev tres días antes de la pelea. Crawford superó claramente al colombiano Breidis durante la pelea, ganando por una amplia decisión unánime. Crawford recibió una bolsa de $125 000, mientras Prescott $50 000. Esta sería la primera vez que Crawford pelearía un combate a 10 asaltos y su primera pelea en las 140 lb. limit.

#### Crawford vs Sanabria
Crawford peleó contra Alejandro Sanabria (34-1-1, 25 KOs) el 15 de junio de 2013; en el American Airlines Center de Dallas, Texas. La pelea era una eliminatoria para el título mundial ligero de la WBO, y por el título vacante de la NABO (Organización Norteamericana de Boxeo) en la misma división. En el sexto asalto, un potente izquierdaso de Crawford, enviaría a Sanabria a la lona; y aunque este fue capaz de reincorporase, el réferi decidió no contar y detener el combate, dándole a Crawford la victoria por TKO.

### Título Mundial Ligero de la WBO

#### Crawford contra Burns
Cinco meses después de su victoria contra el ruso Andrey Klimov en otro combate eliminatorio, Crawford viajaría a Escocia a enfrentar al campeón Ricky Burns por su título de campeón ligero. Crawford ganaría fácilmente el combate, boxeando a la distancia y lanzando golpes precisos contra el habilidoso Burns, ganando el título y mejorando su récord a 23-0.

#### Crawford contra Gamboa
En la primera pelea en su ciudad de Omaha, Nebraska; Crawford tendría la primera defensa de su Título Mundial contra el invicto campeón cubano Yuriorkis Gamboa. Esta sería, en la historia de Omaha, la segunda pelea por título mundial que albergaría dicha ciudad, desde 1972, cuando el campeón de los pesados, Joe Frazier derrotaría a local Ron Stander, por TKO en el cuarto asalto. Durante el combate, el talentoso cubano, lograría ganar los primeros asaltos, gracias a su mayor velocidad; no obstante, Crawford logró ajustarse al ritmo de Gamboa, logrando enviar a este a la lona en el quinto y octavo round; y finalmente dos veces durante el noveno para asegurarse una victoria por TKO. Luego de la pelea, Crawford diría: "Estaba calentando, ajustándome a su estilo durante los dos primeros rounds. Quería probarlo, sentí que podía ajustarme a la pelea, usando mi jab, porque él siempre bajaba su guardia izquierda. Así que creí que podía hacer mi trabajo, utilizando mi guardia zurda."

#### Crawford contra Beltrán
En una pelea en el CenturyLink Center de Omaha; Crawford haría la segunda defensa de su título de la WBO, contra el clasificado número 1 de The Ring, Raymundo Beltrán, ganando la pelea de 12 asaltos por decisión unánime. Luego del combate, Crawford anunció su deseo de dejar la división ligero (135 lb) para pelea como un superligero (140 lb).

### Campeón Mundial Superligero de la WBO

#### Crawford contra Dulorme
Crawford hace su debut en las 140 lb, el 18 de abril de 2015, en el College Park Center de Arlington, Texas; contra el puertorriqueño Thomas Dulorme, por el Título Mundial vacante de la WBO de aquella división. El réferi detuvo el combate, luego de que Dulorme fuera enviado a la lona tres veces durante el sexto round, dándole a Crawford la victoria por TKO.

#### Crawford contra Jean
Con un gran desempeño que unía habilidades boxísticas con fuerte pegada, Crawford logró noquear al canadiense Dierry Jean (29-1/20 KOs), el 24 de octubre de 2015, en el CenturyLink Center de Nebraska, reteniendo así su título superligero de la WBO. Crawford aterrizó 169 golpes de un total de 533 lanzados, con un impresionante 40  % de golpes de poder. En los últimos tres asaltos, Crawford acertaría 59 golpes, mientras Jean, solo 9. Antes del KO, Terence estaba adelante en las tres tarjetas (89-80 y dos 90-79).

#### Crawford contra Lundy
En su próximo combate, esta vez contra Hank Lundy (26-5-1, 13 KOs), Terence mostraría porque era considerado uno de los mejores boxeadores norteamericanos del momento; defendiendo su título superligero, el 27 de febrero de 2016 con una brillante victoria por TKO en el quinto asalto, ante una multitud de 5 092 personas en el Madison Square Garden de Nueva York. Terence conectaría 89 de 247 golpes lanzados (36 %), comparado a los 47 de 411 golpes lanzados por Lundy (22 %). Aunque Hank ganaría el primer asalto, Crawford lograría mostrar su superioridad gracias a sus golpes precisos hacia la cabeza y el cuerpo de su rival. Lundy caería a la lona cerca de la esquina en el quinto asalto; y aunque vencería la cuenta de protección, el réferi decidiría detener el combate.

#### Crawford contra Postol
EL 3 de mayo de 2016, se confirmó que Crawford y el invicto ucraniano Viktor Postol (28-0, 12KOs), había firmado un contrato para pelea el 23 de julio en el MGM Grand de Las Vegas. Crawford, campeón de la WBO, conocería al campeón de la WBC, Postol en una pelea PPV de HBO, el primer PPV para ambos boxeadores. Postol, en ese momento era considerado el mejor superligero luego de haber derrotado el año anterior por KO al argentino Lucas Matthysse en el décimo asalto; mientras Crawford, era considerado como uno lo de los mejores boxeadores libra por libra, por su gran carrera como ligero. Ambos peleadores, llegaban al ring con un récord invicto de 28 victorias con el mismo número de peleas; al igual que sería también el primer combate de ambos en el escenario del MGM Grand Garden Arena. Durante la pelea, Crawford demostraría su superioridad técnica, a la cual Postol nunca lograría acoplarse, inclusive el ucraniano sería enviado dos veces a la lona durante el quinto round, no obstante había logrado reincorporarse rápidamente. El combate iría a la distancia, con un resultado favorable por decisión unánime para el norteamericano, unificando así los Títulos Mundial de la WBO y del WBC, además del Título Lineal de The Ring, coronándose como el mejor boxeador superligero del momento ante una multitud de 7 027 asistentes. Las tarjetas sería de 118-107, 118-107 y 117-108. En las tarjetas extraoficiales de ESPN.com, se tenía el combate por 118-107 para Crawford. A Viktor se le quitaría también un punto por golpear en la nunca durante el decimoprimer asalto. La bolsa para Terence Crawford en dicha pelea sería de $1.3 millones.

#### Crawford contra Indongo
El día 1 de julio de 2017, Terence Crawford entró en la historia del boxeo tras conseguir unificar los cuatro cinturones mundiales (WBC-WBA-IBF-WBO) del peso superligero al derrotar por KO en el tercer asalto al propietario de dos de ellos (WBA-IBF), el namibio Julius Indongo, hasta le fecha imbatido. La pelea, celebrada en el Pinnacle Bank Arena de la localidad norteamericana de Lincoln, en el estado de Nebraska, comenzó con precauciones por parte de los dos púgiles, en una distancia de seguridad en la que se desenvolvió bien Crawford, boxeando con guardia izquierda al igual que el zurdo Indongo. En el segundo asalto Crawford ya consiguió derribar a Indongo con una derecha descendente, de la que se recuperó el africano, que en el tercero salió más agresivo, aunque en vez de encontrar a su rival, se topó con una potentísima contra a la zona abdominal, acabando dolorido en la lona escuchando la cuenta completa.

## Récord profesional
| 41 Ganadas (31 KOs), 0 Derrotas |        |                       |      |               |            |                                                           | |
| Res.                            | Récord | Oponente              | Tipo | Rd., Tiempo   | Datos      | Localidad                                                 | Notas |
| G                               | 41–0   | Israil Madrimov       | UD   | 12            | 03/08/2024 | BMO Stadium, California                                   | Gana el Título mundial de la WBA y el Título Interino vacante de la WBO del peso superwélter.                                                                     |
| G                               | 40–0   | Errol Spence Jr.      | TKO  | 9 (12), 2:32  | 29/07/2023 | T-Mobile Arena, Las Vegas                                 | Retiene el Título Mundial de la WBO del peso wélter. Gana los Títulos de la WBA (Súper), WBC, IBF, Lineal y The Ring del peso wélter.                             |
| G                               | 39–0   | David Avanesyan       | KO   | 6 (12), 2:14  | 10/12/2022 | CHI Health Center, Omaha                                  | Retiene el Título Mundial de la WBO del peso wélter |
| G                               | 38–0   | Shawn Porter          | TKO  | 10 (12), 1:21 | 20/11/2021 | Mandalay Bay Resort & Casino, Las Vegas                   | Retiene el Título Mundial de la WBO del peso wélter |
| G                               | 37–0   | Kell Brook            | TKO  | 4 (12), 1:14  | 14/11/2020 | The Bubble, MGM Grand, Las Vegas                          | Retiene el Título Mundial de la WBO del peso wélter |
| G                               | 36–0   | Egidijus Kavaliauskas | TKO  | 9 (12), 0:44  | 14/12/2019 | Madison Square Garden, Nueva York                         | Retiene el Título Mundial de la WBO del peso wélter |
| G                               | 35–0   | Amir Khan             | TKO  | 6 (12), 0:47  | 20/04/2019 | Madison Square Garden, Nueva York                         | Retiene el Título Mundial de la WBO del peso wélter |
| G                               | 34–0   | José Benavidez Jr.    | TKO  | 12 (12), 2:42 | 13/10/2018 | CHI Health Center, Omaha                                  | Retiene el Título Mundial de la WBO del peso wélter |
| G                               | 33–0   | Jeff Horn             | TKO  | 9 (12), 2:33  | 09/06/2018 | Madison Square Garden, Nueva York                         | Gana el Título Mundial de la WBO del peso wélter |
| G                               | 32–0   | Julius Indongo        | KO   | 3 (12), 1:38  | 19/08/2017 | Pinnacle Bank Arena, Lincoln, Nebraska                    | Retiene los Títulos Mundiales de la WBO, del WBC y de The Ring en Peso Superligero. Gana los Títulos Mundiales de la WBA (Súper) y de la IBF en Peso Superligero. |
| G                               | 31–0   | Félix Díaz            | RTD  | 10 (12), 3:00 | 20/05/2017 | Madison Square Garden, Nueva York                         | Retiene los Títulos Mundiales de la WBO y del WBC en la división superligero.                                                                                     |
| G                               | 30–0   | John Molina, Jr.      | TKO  | 8 (12), 2:32  | 10/12/2016 | CenturyLink Center, Omaha                                 | Retiene los Títulos Mundiales de la WBO y del WBC en la división superligero.                                                                                     |
| G                               | 29–0   | Viktor Postol         | UD   | 12            | 23/07/2016 | MGM Grand Garden Arena, Las Vegas                         | Retiene el Título Mundial de la WBO y gana los Títulos Mundiales del WBC y vacante de revista The Ring en la división superligero.                                |
| G                               | 28–0   | Hank Lundy            | TKO  | 5 (12), 2:09  | 27/02/2016 | Madison Square Garden, Nueva York                         | Retiene el Título Mundial vacante de la WBO en la división superligero.                                                                                           |
| G                               | 27–0   | Dierry Jean           | TKO  | 10 (12), 2:30 | 24/10/2015 | CenturyLink Center, Omaha                                 | Retiene el Título Mundial vacante de la WBO en la división superligero.                                                                                           |
| G                               | 26–0   | Thomas Dulorme        | TKO  | 6 (12), 1:51  | 18/04/2015 | College Park Center, Arlington, Texas                     | Gana el Título Mundial vacante de la WBO en la división superligero.                                                                                              |
| G                               | 25–0   | Raymundo Beltrán      | UD   | 12            | 29/11/2014 | CenturyLink Center, Omaha                                 | Retiene el Título Mundial de la WBO. Gana el Título Mundial vacante de la revista The Ring en la división ligero.                                                 |
| G                               | 24–0   | Yuriorkis Gamboa      | KO   | 9 (12), 2:53  | 28/06/2014 | CenturyLink Center, Omaha, Nebraska                       | Retiene el Título Mundial de la WBO en la división ligero. |
| G                               | 23–0   | Ricky Burns           | UD   | 12            | 01/03/2014 | SECC Arena, Glasgow, Scotland                             | Gana el Título Mundial de la WBO en la división ligero. |
| G                               | 22–0   | Andrey Klimov         | UD   | 10            | 05/10/2013 | Amway Center, Orlando, Florida                            | |
| G                               | 21–0   | Alejandro Sanabria    | TKO  | 6 (10), 0:17  | 15/06/2013 | American Airlines Center, Dallas, Texas                   | Gana el título vacante de la NABO en la división ligero. |
| G                               | 20–0   | Breidis Prescott      | UD   | 10            | 30/03/2013 | Mandalay Bay Events Center, Las Vegas, Nevada             | |
| G                               | 19–0   | Sidney Siqueira       | TKO  | 6 (8), 2:47   | 10/11/2012 | Wynn Resort, Las Vegas, Nevada                            | |
| G                               | 18–0   | Hardy Paredes         | TKO  | 4 (8), 0:40   | 13/09/2012 | Hard Rock Hotel & Casino, Las Vegas, Nevada               | |
| G                               | 17–0   | David Rodela          | KO   | 2 (6), 2:30   | 08/06/2012 | Hard Rock Hotel & Casino, Las Vegas, Nevada               | |
| G                               | 16–0   | Andre Gorges          | KO   | 5 (6), 0:44   | 14/04/2012 | Mandalay Bay Events Center, Las Vegas, Nevada             | |
| G                               | 15–0   | Ángel Rios            | UD   | 8             | 10/09/2011 | Boardwalk Hall, Atlantic City, Nueva Jersey               | |
| G                               | 14–0   | Derrick Campos        | TKO  | 2 (6), 2:31   | 30/07/2011 | Softball Country Arena, Denver, Colorado                  | |
| G                               | 13–0   | Anthony Mora          | KO   | 1 (6), 1:58   | 26/02/2011 | Heartland Events Center, Grand Island, Nebraska           | |
| G                               | 12–0   | Ron Boyd              | TKO  | 1 (6), 2:28   | 31/07/2010 | Sovereign Bank Stadium, York, Pensilvania                 | |
| G                               | 11–0   | Marty Robbins         | KO   | 3 (6), 0:51   | 01/05/2010 | Johnson County Fairgrounds, Iowa City, Iowa               | |
| G                               | 10–0   | Corey Sommerville     | TKO  | 2 (4), 1:25   | 19/12/2009 | Cotton Eyed Joe, Knoxville, Tennessee                     | |
| G                               | 9–0    | Steve Marquez         | TKO  | 1 (4), 2:35   | 31/10/2009 | Cambria County War Memorial Arena, Johnstown, Pensilvania | |
| G                               | 8–0    | Miguel Delgado        | TKO  | 3 (4), 1:02   | 02/05/2009 | Cambria County War Memorial Arena, Johnstown, Pensilvania | |
| G                               | 7–0    | Lucas Rodas           | KO   | 1 (4), 1:52   | 21/03/2009 | US Bank Arena, Cincinnati, Ohio                           | |
| G                               | 6–0    | Travis Hartman        | UD   | 4             | 07/03/2009 | Valencia Ballroom, York, Pensilvania                      | |
| G                               | 5–0    | Michael Williams      | TKO  | 2 (4), 1:14   | 08/11/2008 | Valencia Ballroom, York, Pensilvania                      | |
| G                               | 4–0    | Aaron Anderson        | UD   | 4             | 22/08/2008 | Johnson County Fairgrounds, Iowa                          | |
| G                               | 3–0    | Damon Antoine         | UD   | 4             | 26/07/2008 | Valencia Ballroom, York, Pensilvania                      | |
| G                               | 2–0    | Filiberto Nieto       | RTD  | 1 (4), 3:00   | 03/04/2008 | Michael's Eighth Avenue, Glen Burnie, Maryland            | |
| G                               | 1–0    | Brian Cummings        | KO   | 1 (4), 0:26   | 14/03/2008 | Athletic Club, Denver, Colorado                           | Debut profesional de Crawford. |

## Títulos
| Predecesor: Ricky Burns                 | Campeón peso ligero Organización Mundial de Boxeo 1 de marzo de 2014 - 24 de marzo de 2015 Vacante                 | Sucesor: Terry Flanagan      |
| Predecesor: Juan Manuel Márquez Vacante | Campeón peso ligero The Ring 29 de noviembre de 2014 - 24 de marzo de 2015 Vacante                                 | Sucesor: Jorge Linares       |
| Predecesor: Chris Algieri Despojado     | Campeón peso superligero Organización Mundial de Boxeo 18 de abril de 2015 - 26 de octubre de 2017, Vacante        | Sucesor: Maurice Hooker      |
| Predecesor: Viktor Postol               | Campeón peso superligero Consejo Mundial de Boxeo 23 de julio de 2016 - 26 de octubre de 2017, Vacante             | Sucesor: Jose Carlos Ramirez |
| Predecesor: Danny García Despojado      | Campeón campeón superligero The Ring 23 de julio de 2016 – 26 de octubre de 2017, Vacante                          | Sucesor: Josh Taylor         |
| Predecesor: Julius Indongo              | Campeón peso superligero Asociación Mundial de Boxeo Vacante 19 de agosto de 2017 – 26 de octubre de 2017, Vacante | Sucesor: Josh Taylor         |
| Predecesor: Julius Indongo              | Campeón peso superligero Federación Internacional de Boxeo 19 de agosto de 2017 – 31 de agosto de 2017 Vacante     | Sucesor: Sergey Lipinets     |
| Predecesor: Jeff Horn                   | Campeón peso wélter Organización Mundial de Boxeo 9 de junio de 2018 – 12 de agosto de 2024 Vacante                | Sucesor: Brian Norman Jr.    |
| Predecesor: Israil Madrimov             | Campeón peso superwélter Asociación Mundial de Boxeo 3 de agosto de 2024 – Actualidad                              | Sucesor: Actual              |